# 진 허숄트 박애상
진 허숄트 박애상(Jean Hersholt Humanitarian Award)은 아카데미상 수상의 하나로, 오랜 기간 영화 산업 전체의 발전에 현저한 공적이있는 인물에게 수여되는 상이다. 보통 아카데미상과는 달리, 영화 예술 과학 아카데미 (AMPAS)의 이사 회원이 노미네이션과 투표를 한다. 덴마크 출신의 배우로 영화계 사람에게 도움을 주는 Motion Picture & Television Fund의 회장을 18년 지낸 진 허숄트를 따서 명명되었다. 또한 그는 1945년부터 1949년까지 AMPAS의 회장도 맡고 있었다. 수상자는 일반 부문과 마찬가지로 오스카상을 받게된다.